# Büntegraben (Landwehrgraben)
Der Büntegraben in Hannover, schlicht auch die Bünte genannt, ist ein von Menschen angelegter Wassergraben mit großer Bedeutung für die Entwässerung des hannoverschen Stadtteils Kirchrode. Vom dortigen Ende einer Regenwasserkanalisation leitet der Graben das Niederschlagswasser im Südosten von Hannover über den Landwehrgraben in die Leine. Der in den 2000er Jahren in großen Teilen naturnah umgestaltete Büntegraben hat – technisch gesehen – eine hydraulische Leitfähigkeit von 3,7 m³/s und ist mit 1560 Metern Gesamtlänge ein Gewässer der III. Ordnung.

## Geschichte
Der Büntegraben durchzieht das historische „Kirchröder Niederungsgebiet der Bünte“, eine teils dauerhaft feuchte, ehemals auch sumpfige Gegend, an die auch die Namen nahegelegener Straßen mit den Endungen -hop und -siek erinnern. Etwa in Höhe des Westfalenhofes lagen die im Dreißigjährigen Krieg wüst gefallenen Ortschaften Engerode und Süßerode: Bei Ausschachtungen Anfang der 1970er Jahre wurden dort Menschenknochen gefunden, die „der damalige Direktor des Hannoverschen Landesmuseums“ Grabenhorst als mögliche Überreste des Friedhofes von Süßerode gedeutet haben soll.
Geologisch treten am Teich des Westfalenhofes – ähnlich wie bei dem Heiligersbrunnen in der Eilenriede bei Kleefeld – Quellen aus dem Grund des muschelkalk-haltigen nahe gelegenen Kronsberges zutage, da das Grundwasser kaum durch die tieferliegenden Mergelschichten versickern kann.
Schon zur Zeit des Kurfürstentums Hannover führte um 1780 von der späteren Bemeroder Straße bis zu Lange-Hop-Straße ein Feldweg, der 1919 zur Straße namens Bünteweg ausgebaut wurde, laut den Hannoverschen Geschichtsblättern von 1921 „nach der Ortsbezeichnung, indem der Weg an den Büntewiesen vorbeiführt“.
Anfang des 21. Jahrhunderts schuf die Stadtentwässerung Hannover, um mögliche Hochwasserspitzen zu entlasten, direkt nach dem Beginn des offenen Gewässerverlaufs des Büntegrabens eine rund 5800 m² große Retentionsfläche, durch die bei Starkregen das Niederschlagswasser auf der Fläche zurückgehalten und durch ein Schützbauwerk nur langsam in den Büntegraben abgegeben wird.
Ab dem Jahr 2008 wurde der Büntegraben in einem ersten Bauabschnitt auf einer Länge von 680 Metern von den Befestigungen an seinen Ufern befreit und dann leicht mäandrierend verlegt mit unterschiedlichen Böschungsneigungen. Zudem wurden verschiedene Bermen angelegt und das gesamte Gewässerbett mit einer Kiessohle ausgestattet. Zur Erhöhung einer ökologischen Durchlässigkeit wurden zuvor vorhandene Durchlässe ausgebaut und zugleich durch vergrößerte Wellstahlprofil ersetzt.
Ab 2009 wurden in ähnlicher Weise, ab der Einmündung des Heistergrabens bis zur Bemeroder Straße, in einem zweiten Bauabschnitt weitere 310 Meter des Büntegrabens umgestaltet. Dieser Bereich wurde mit am Standort heimischen Gehölzen bepflanzt, während sich das Gewässer auf einem 15 Meter breiten Streifen durch Eigendynamik selbst entwickeln und dabei auch kleine, sogenannte „Sekundärauen“ bilden soll. Die Gewässerunterhaltung soll hier nur extensiv und nach Bedarf erfolgen.